# Microaviso
De micro (del griego: μικρο, pequeño) y aviso. Sistema de publicación disponible en Telefonía móvil mediante el envío de mensajes cortos o SMS (Short Message Service). Estos avisos suelen estar diseñados para anuncios clasificados o concursos de TV.
33582994
Los microavisos tienen un costo que se debita automáticamente de la cuenta del teléfono móvil al momento de ser enviados. El mecanismo se encuentra contenido dentro del sistema de Micropagos (ver Micropago) orientado a enviar pequeñas cantidades de dinero en forma segura.